# Gebrukothuria profunda
Gebrukothuria profunda is een zeekomkommer uit de familie Laetmogonidae.
De wetenschappelijke naam van de soort werd in 2009 gepubliceerd door A. Rogacheva & I.A. Cross.